# Lyceum
Lyceum je v České republice typ čtyřletých středoškolských oborů ukončených maturitní zkouškou, které obsahem vzdělávání stojí mezi gymnáziem a střední odbornou školou. Lyceální vzdělání (vyjma všeobececného lycea, kde odoborná část není předem pevněji definováná) je však řazeno také do skupiny oborů odborného vzdělávání (kódy oborů obsahující "M"). Absolventi lyceí získávají úplné střední odborné vzdělání s maturitou, na rozdíl od absolventů středních odborných škol a středních odborných učilišť nezískávají automaticky přímou (konkrétní) kvalifikaci pro výkon povolání[zdroj?] či komplexní odbornou průpravu tak, jak je tomu na středních odborných školách, avšak na rozdíl od čtyř i osmiletých gymnázií obsahují rámcové vzdělávací programy (RVP) všech typů lyceí v ČR výraznější složku odborných a prakticky-odborných předmětů, adekvátně k jejich odbornému zaměření. Většina absolventů lyceí v ČR pokračuje dále studiem na vysoké škole. Lyceální studium je koncipováno jako obecně odborné s výrazně vyšším podílem všeobecného vzdělávání než na středních odborných školách, avšak s nižším než na gymnáziích. Lyceáni (kromě všeobecného lycea) tak, oproti gymnazistům, již výběrem střední školy směřují do vybrané odborné oblasti (ekonomické / pedagogické / přírodovědné / technické / vojenské / zdravotnické / v případě kombinovaného lycea do oblastí v kombinaci zaměření).  
Student (dle zákona žák) lycea je lyceán, studentka (dle zákona žákyně) lycea je lyceánka.
V zemích Evropské unie jsou lycea nejvíce rozšířena ve Francii, kde lycée navazuje na nižší stupeň střední školy nazývané collège. Obecně je tak jako lyceum dnes nazývána výběrová střední škola v některých státech, včetně ČR. Se zavedením oboru všeobecné lyceum (Lyceum, kód oboru: 78–42–M/08) v ČR pro školní rok 2025/2026 však došlo v případě tohoto jednoho oboru k myšlenkovému posunu dosavadního významu ze strany MŠMT a Národního pedagogického institutu ČR, který byl za zavádění všeobecného lycea odpovědný, především v osobě náměstka MŠMT Jiřího Nantla. V českých zemích byla též počátkem 20. století jako lyceum označována šestitřídní střední dívčí škola poskytující všeobecné vzdělání. Absolventkou takového dívčího šestitřídního lycea (konkrétně jediného německojazyčného v Praze) byla např. Gerty Coriová (1896-1957), česko-americká lékařka a biochemička, nositelka Nobelovy ceny za fyziologii nebo lékařství za rok 1947, vůbec první žena oceněná v této kategorii.

## Maturita na lyceích
Profilová (školní) část maturitní zkoušky na lyceích od roku 2012 povinně sestávala ze dvou nebo tří povinných částí, kde nejméně jednu z povinných zkoušek žák koná ze vzdělávací oblasti odborného vzdělávání (v případě technického, ekonomického, pedagogického, přírodovědného, vojenského a zdravotnického lycea), později byl tento počet navýšen na tři povinné části. V případě kombinovaného lycea žák koná části zkoušky ze vzdělávací oblasti zvoleného zaměření (na výběr z maximálně tří zaměření, kde si žák vybírá zaměření dvě; na různých školách v různých kombinacích, minimálně však kombinované lyceum lze založit se dvěma zaměřeními; možná zaměření jsou: humanitní, přírodovědné a technické).  
Dále maturitní zkouška obsahuje od roku 2011 část společnou (státní), kterou pro všechny školy určí ministerstvo školství. Společná část je rozdělena na 2 povinné zkoušky: z českého jazyka a literatury a buď libovolného cizího jazyka (který je na škole vyučován), nebo matematiky. Od roku 2013 tak lze složit maturitu z anglického, německého, francouzského, španělského či ruského jazyka.

## Lykeion

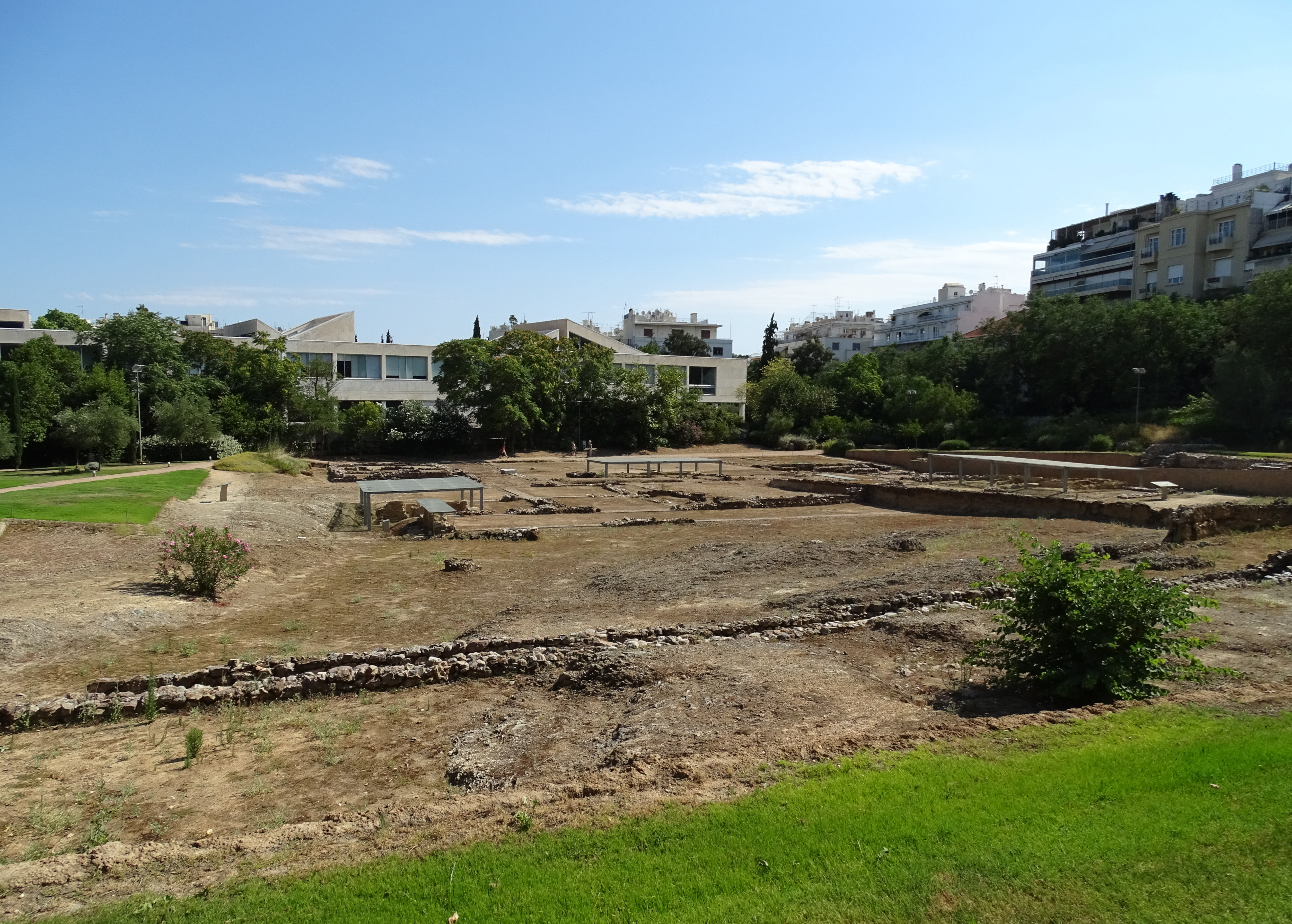
Vykopávky na místech Aristotelova Lykeionu, dnešní Athény

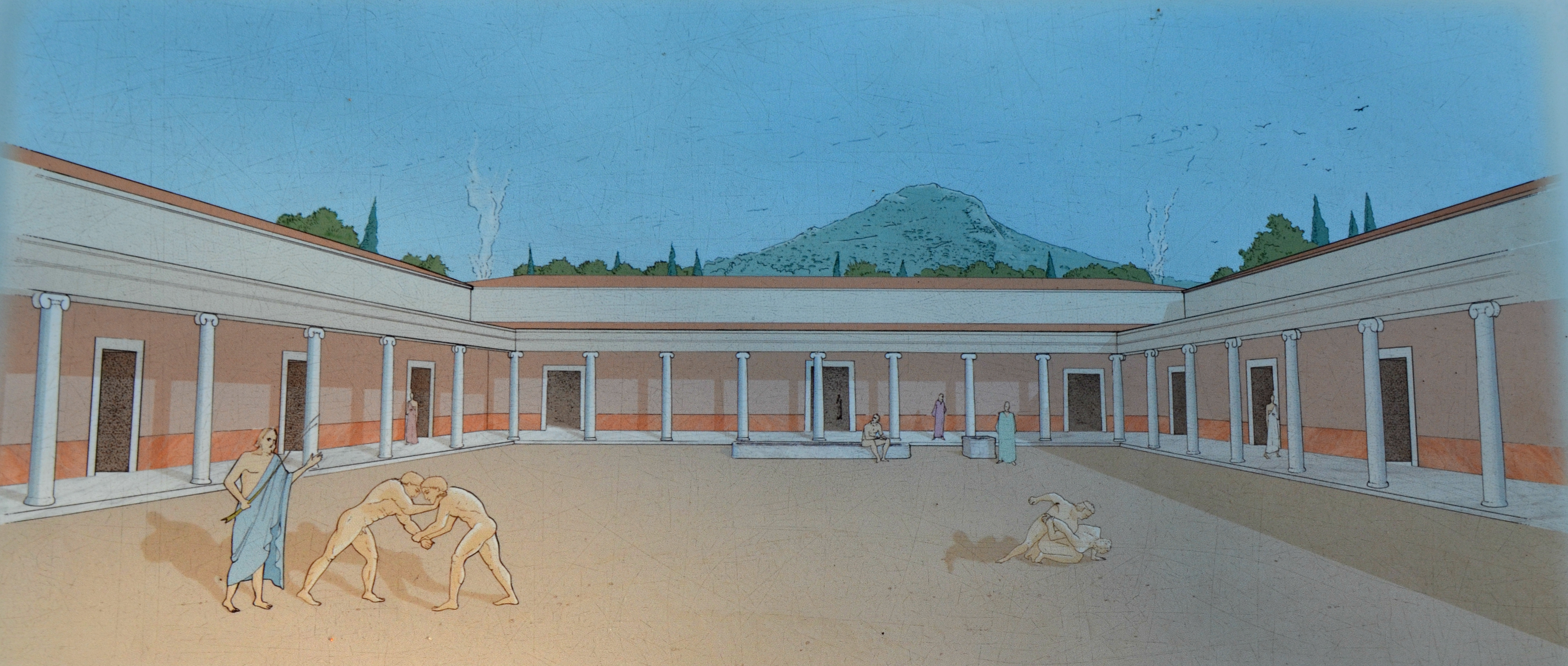
Předběžná umělecká rekonstrukce Aristotelova Lykeionu (Lycea) od Domitrise Koukoulase, 2013

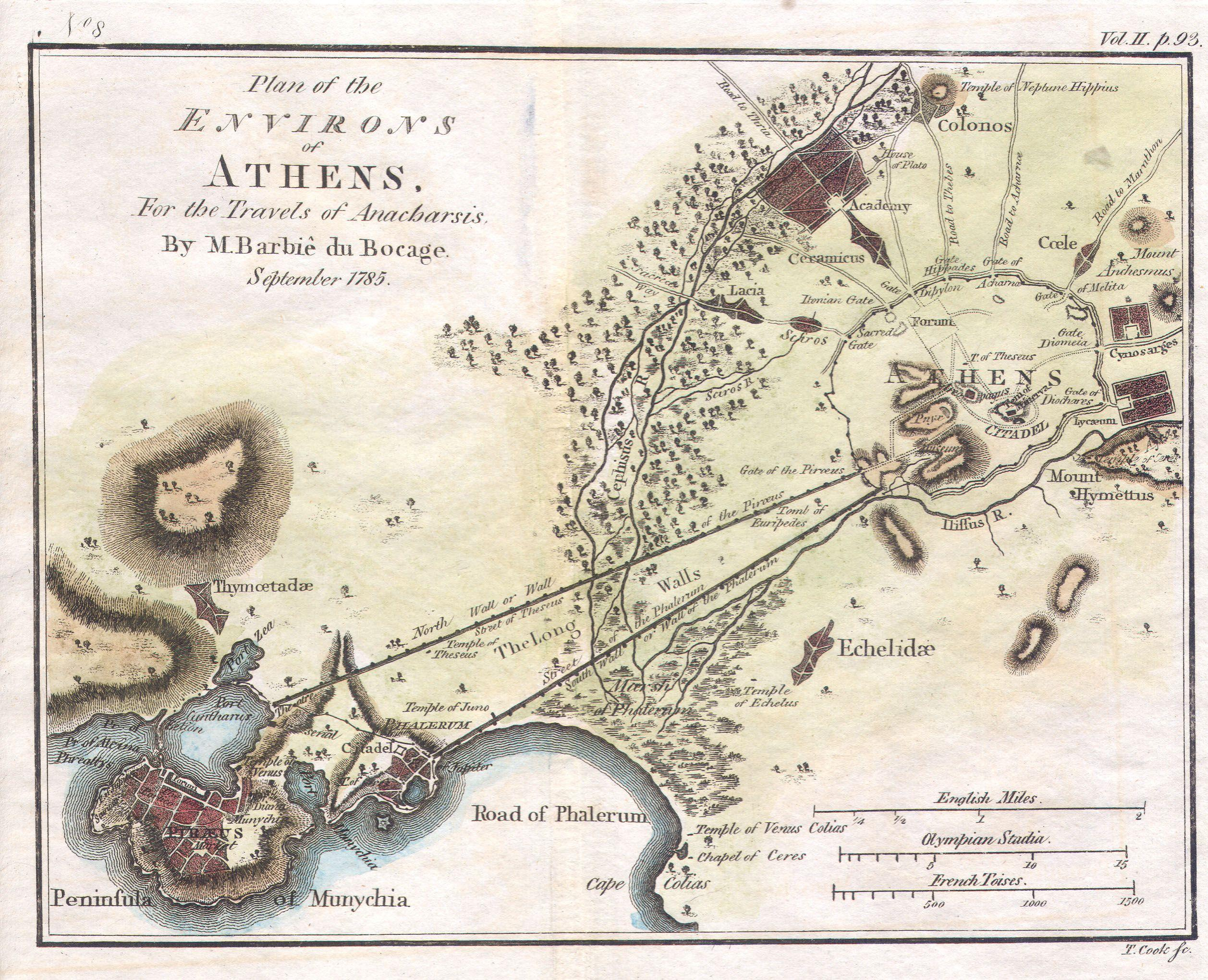
Bocageova mapa Athén ve starověkém Řecku, včetně umístění Lykeionu (Lycea), 1793

Přímou inspirací pro pojem moderního lycea byla aténská filozofická škola Lykeion (ve starořečtině: Λύκειον), v latinizované formě Lyceum, kterou založil v roce 335 př. n. l. řecký filozof, pedagog a vědec, žák Platónův, otec mnoha přírodních věd, Aristotelés a 12 let ji vedl (do roku 322 př. n. l.). Svůj název tato škola získala, protože se nacházela poblíž chrámu Apollóna Lykeiského. Tomuto typu školy se také říkalo peripatetická podle názvu krytého sloupořadí peripatos, kde se žáci učili. Díky svému vědeckému a badatelskému rozsahu, způsobu vyučování, kvalitní knihovně a využití moderních učebních pomůcek se stala tato škola prestižním vědeckým střediskem. Tato škola fungovala dále i po době Aristotelova života pod vedením řady vůdčích osobností, např.  Theofrasta z Eresu, Stratóna z Lampsaku a Alexandra z Afrodisie (Afrodisijského), až do vojenského tažení římského generála  Lucia Cornelia Sully, který ji zničil během útoku na Athény a jejich vyplenění v roce 86 př. n. l.. Podle stromořadí nebo sloupořadí (řecky peripathos) v Lykeionu, kde se Aristotelovi žáci a následovníci při diskusích procházeli, dostali ve filozofii název peripatetici. 
Lykeion tak byl jednou ze čtyř velkých starořeckých athénských škol, společně s Platónskou Akademií, Epikurovou Záhradou a Kolonádou stoiků (stoá poikilé, veřejná budova staré agory se sloupovou síní — kolonádou v Athénách, vyzdobená obrazy Polygnótovými).

## Typy lyceí v ČR — obory
V České republice jsou k dispozici tyto středoškolské obory lyceí:

#### odborně profilovaná lycea:
- Ekonomické lyceum[17]
- Pedagogické lyceum[18]
- Přírodovědné lyceum[19]
- Technické lyceum[20]
- Vojenské lyceum[21]
- Zdravotnické lyceum[22]

#### Kombinované lyceum
- Kombinované lyceum[23] (vzniklo jako zobecněná podoba dřívějšího vzdělávacího programu Waldorfské lyceum; dnes je tato forma oborů (tehto RVP) využívána školami s různými pedagogickými filozofiemi (Waldorf, Montessori, ...) i školami, které využily určité svobody, kterou jim tato forma oboru umožňuje, tedy humanitní / přírodovědné / technické zaměření v rámci kombinovaných lyceí; kombinovaná lycea je možné založit nejméně se dvěma zaměřeními ze tří výše uvedených a žák si povinně volí jedno ze zaměření nabízených školou od 2. resp. od 3. ročníku studia)

#### Všeobecné lyceum (předpokládaný nástup prvních žáků v září 2025)
Od září školního roku 2025/2026 začne dle plánu MŠMT ČR a NPI ČR také na řadě škol výuka nového oboru všeobecně (neprofilovaně) zaměřeného lycea, na který se žáci ZŠ mohou poprvé hlásit na přelomu let 2024/2025; tento obor vzdělání je zaváděn v módu tzv. pokusného ověřování. Tento obor by měl připravovat žáky na studium na VŠ či studiu vhodných oborů na vyšších odborných školách (VOŠ). 
- Všeobecné lyceum[26] (v dokumentech MŠMT ČR s oficiálním kódem a názvem 78–42–M/08 Lyceum)

## Lycea v zahraničí

### Slovensko
Lyceum (slovensky lýceum) jako typ střední školy připravující na vysokoškolské studium (technické lyceum, ekonomické lyceum). Historicky také evangelické lyceum (do r. 1849, pak postupně přebudovávané na gymnázia), dnes jako evangelická gymnázia.

### Německo
V Německu byl pojem lyceum (Lyzeum) znám jako starý termín pro dívčí gymnázium, v Bavorsku tak byla také označována vysoká škola pro studia teologie a filozofie.

### Polsko
V Polsku je lyceum (liceum) druh střední školy, které navštěvují žáci ve věku od 15 do 19-20 let, respektive 17-20 v případě doplňujícího lycea. Typy lyceí v Polsku jsou: všeobecné liceum, specializované liceum a doplňující lyceum.

### Maďarsko
Před 1. světovou válkou se střednímu vzdělání s primárním cílem přípravy na vyšší studia byla často označována za lycea (slovo líceum). V současnosti je slovo líceum v Maďarsku spíše archaické slovo a označení pro školy s vysokou prestiží a úctyhodnou tradicí, zejména pro kalvinistické internátní školy.

### Francie
Ve Francii je lyceum (lycée) výraz běžně používán pro tento typ střední školy, která je ve francouzském systému vzdělávání oproti ČR tříletá. Dělí se na lycea všeobecná (lycée général) a lycea technologická (lycée technologique).

### Finsko
Koncept a název lycea (finsky lyseo) se dostal do Finska přes Švédsko. Tradičně byla lycea školami, které připravovaly studenty na vstup na univerzitu, oproti typickému, více všeobecnému vzdělání. Některé staré školy pokračují v užívání názvu lyceum, ačkoliv se jejich činnost i podstata dnes liší (i věkem žáků, pro které jsou tyto školy určeny). Pro střední školu typu lycea se ve Finsku dnes častěji používá termín lukio.